# Безпека (гурт)
Безпека — український музичний гурт з Одеси, учасники якого поєднують в своїх піснях танцювальне звучання дев'яностих, електронні семпли двохтисячних і емоційність та душевність, притаманну всім слов'янам. Головне місце у творчості групи відводиться мелодійності і ліриці. Але при цьому не варто забувати про те, що більшість пісень гурту ритмічні, вони живі і, безумовно, позитивні. Творчість групи можна порівняти з піснями «The Killers», Keane, Snow Patrol, The Fray, OneRepublic, Maroon 5 тощо.

## Історія гурту
Гітарист Валентин Вишневський та вокаліст Валерій Микуленко, два шкільних друга, заснували гурт «Безпека руху» у 2008 році. Потім назву вирішили скоротити до «Безпека».
У 2009 році гурт записав свій перший сингл «Порожня любов».
Широкій публіці колектив вперше постав в телешоу на каналі М1 «Свіжа кров-2» у 2010 році.
Відеороботи: кліпи на пісні «Порожня Любов» (2009) і «Тайна» (2011) — перша російськомовна пісня гурту.

## Дискографія

### Сингли
- «Порожня любов» (2010)

### Відеографія
- «Безпечний концерт» — он-лайн інтернет концерт, 2009;
- Кліп на пісню «Порожня любов», 2009, режисер — Тарас Химич, учасники телепроєкту «Свіжа кров від Djuice на М1», 2010

## Склад
- Олексій Ялинський — вокал (з осені 2011);
- Валентин Вишневський — гітара, тексти, музика;
- Євген Лисий — бас-гітара;
- Дмитро Вовк — ударні;
- Андрій Соколов — клавішні